# 小アイアース

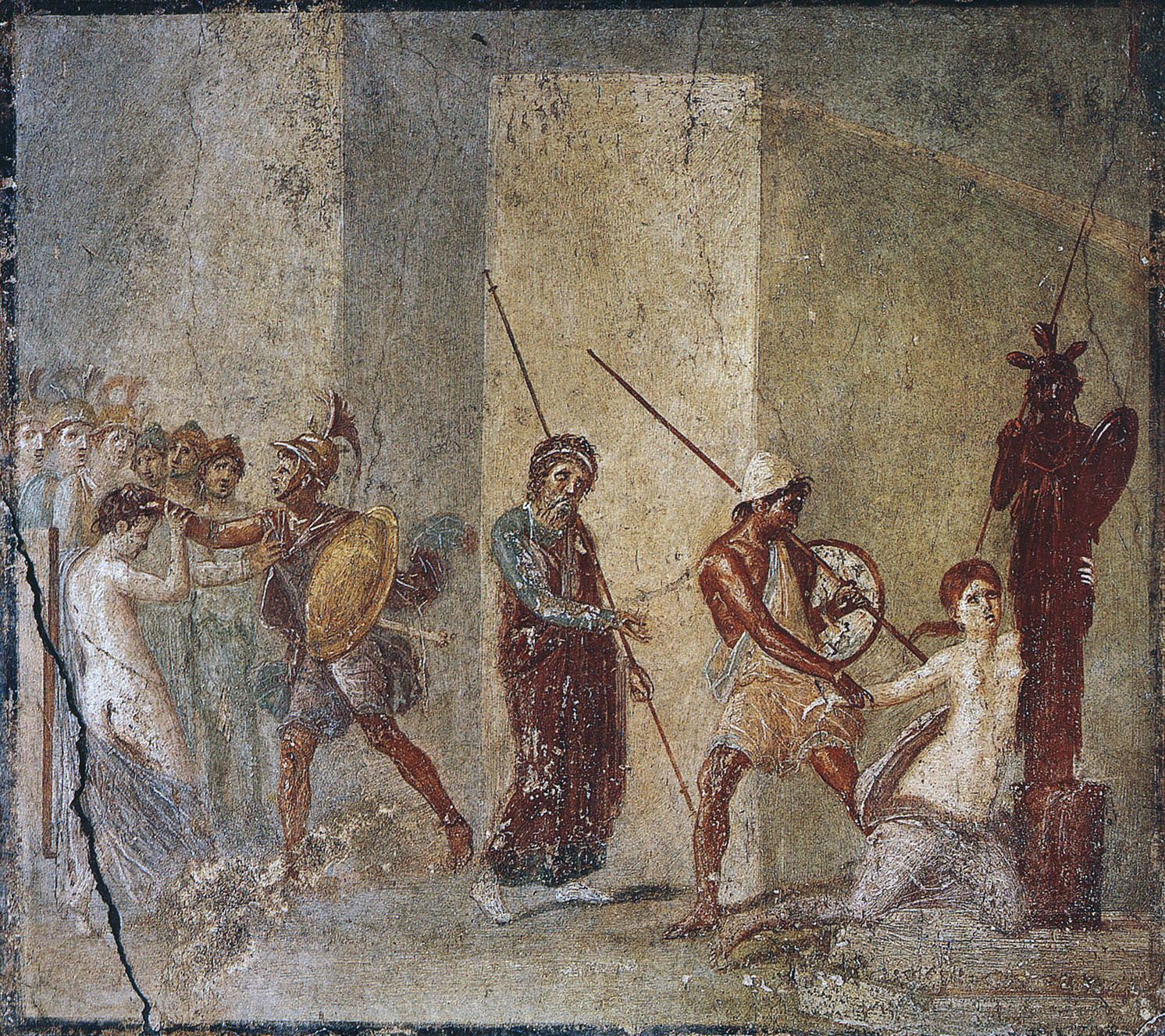
カッサンドラーを凌辱する小アイアース

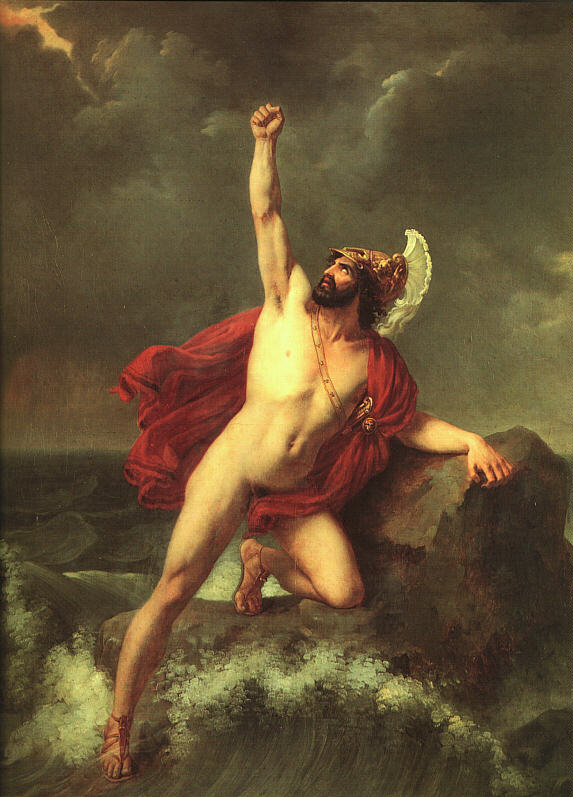
岩礁上で神をなみする小アイアース

小アイアース（古希: Αἴας, Aiās, ラテン語: Ajax）は、ギリシア神話に登場する英雄である。長母音を省略してアイアスとも表記する。
ロクリスの民（ロクロイ/Lokroi）の王。ロクリス王オイレウスとエリオーピスの子。異母兄弟にメドーンがいる。トロイア戦争にはロクリス人を率いて40隻の船と共に参加した。テラモーンの子アイアース（大アイアース）と区別するために小アイアースと呼ばれる。小柄だがアキレウスに次ぐ駿足であり、大アイアースと組にして両アイアースなどと呼ばれる。
彼は神を敬わない不遜な人物として描かれる。『ビブリオテーケー』によればトロイア陥落に際して、アテーナーの像に抱きついていたカッサンドラーを強姦した。アテーナー像が上を向くようになったのは、この時の場面を見るのを嫌ったからであるという。またパウサニアス『ギリシア案内記』やエウリーピデース『トロイアの女』ではアテーナー像ごと押し倒したとしており、さらにアテーナーを激怒させている。ギリシア軍が帰還しようとすると、予言者であるカルカースがアテーナーが怒っていることを告げた。初めてアイアースの蛮行を知ったギリシア人たちはアイアースを殺そうとしたが、彼が祭壇に逃れたため果たせなかった。
アイアースの末路については『オデュッセイア』が伝える。アテーナーの怒りを買ったアイアースは女神アテーナーが送った嵐で帰途の航海中に難破するが、一時は海神ポセイドーンに救われて岩礁に乗り上げる。しかしそこで、神の怒りも自分には及ばないと勝ち誇ったため、ポセイドーンが三叉の矛を投げつけて岩礁を打ち砕き、彼は溺死した。
その後も女神の怒りは解けず、ロクリスの人々は毎年、名門百家から若い未婚の女性を2人ずつトロイアのアテーナー神殿に送らねばならなかった。女性2人は船で海を渡り、殺そうとするトロイア人の手から同行した護衛により神殿へ逃れることが出来れば命だけは助かるが、辱めを受けながら一生を独身で過ごさねばならなかった。この習慣は紀元前800年頃から紀元100年頃までと1000年近く続いた。